# Suré
Suré település Franciaországban, Orne megyében. Lakosainak száma 278 fő (2022. január 1.). Suré Chemilli, Montgaudry, Origny-le-Roux, Mamers, Marollette és Belforêt-en-Perche községekkel határos.

## Népesség
A település népessége az elmúlt években az alábbi módon változott:
| Lakosok száma | 267  | 278  | 286  | 280  | 278  | 276  | 274  | 276  | 278  |
|               | 2013 | 2015 | 2016 | 2017 | 2018 | 2019 | 2020 | 2021 | 2022 |